# سیارک ۴۴۲
سیارک ۴۴۲ (به انگلیسی: 442 Eichsfeldia، نامگذاری:1899EE) چهارصد و چهل و دومین سیارک کشف شده‌است که در ۱۵ فوریه ۱۸۹۹ و در هایدلبرگ کشف شد.
قدر مطلق سیارک برابر ۱۰٫۰۳ است.